# میچ تیملی
میچ تیملی (انگلیسی: Mitch Teemley)؛ زادهٔ ۱۲ مهٔ ۱۹۵۰ ‏(۷۴ سال) نویسنده، کارگردان، تولیدکننده، بازیگر و آهنگساز آمریکایی است که بیشتر با فیلم‌های داستانی «رودخانهٔ شفا» Healing River (۲۰۲۰) و «نوزیلا» Notzilla (۲۰۲۰) شناخته می‌شود.

## زندگی شخصی
«تیملی» در ویتیر، کالیفرنیا به دنیا آمد و در حومهٔ لس‌آنجلس داونی و لامیرادا بزرگ شد. در حالی که هنوز در دبیرستان بود، با گروهش در برنامهٔ تلویزیونی ویژهٔ ABC به میزبانی آرتا فرانکلین و «اد ایمز» با عنوان The Sounds of '68 به اجرا پرداخت.

## پیشینهٔ شغلی
۱۹۷۰ تا ۱۹۸۰
در سال ۱۹۷۳، «تیملی» چشن پنجاهمین سالگرد استودیو والت دیزنی را نویسندگی و اجرا کرد. پس از دریافت مدرک کارشناسی ارشد هنرهای زیبا از دانشگاه کالیفرنیا، ارواین، در انگلستان به همراه بن کینگزلی و پاتریک استوارت به تدریس بازیگری پرداخت. پس از بازگشت به آمریکا به گروه کمدی «ایزاک ایر فریت، میچ و آلن» و هم‌چنین مجلهٔ طنز آمریکایی نشنال لمپون پیوست و آلبوم‌ها و فیلم‌های کمدی متعددی را نوشت و اجرا کرد.
۱۹۹۰ تا اوایل ۲۰۰۰
پس از تکمیل تحصیلات عالی در انستیتوی فیلم آمریکا و دانشگاه UCLA، به سراغ فیلم‌سازی رفت و نخستین فیلم سینمایی پیشگامانهٔ خود را با نام Out of Time برای شو تایم/ کلمبیا پیکچرز (Showtime/Columbia Pictures) در سال ۲۰۰۰ تهیه کرد. در دورهٔ رکود صنعت فیلم در سال ۲۰۰۵، با خانواده‌اش به سینسیناتی، اوهایو نقل مکان کرد و به نظارت در کلیسای پر سبیتری، کالج هیل (College Hill Presbyterian Church) مشغول شد.
از ۲۰۰۰ تاکنون
«تیملی» اخیراً نویسندگی، تهیه‌کنندگی و کارگردانی فیلم رودخانهٔ شفا (Healing River) را به انجام رسانده‌است، که نامزد چهاردهمین جوایز فستیوال فیلم شد و تا به امروز چهار ستاره کسب کرده و یکی از برجسته‌ترین فیلم‌های مذهبی در آمازون پرایم است. وی هم‌چنین دومین اثر برتر طنز خود، نوزیلا (Notzilla) - برندهٔ جایزه - را به عنوان نویسنده-کارگردان-تهیه‌کننده منتشر کرده‌است.
افزون بر این، «تیملی» نزدیک به ۲۰ سال است که سخنرانی، موعظه و هنرهای رسانه‌ای را تدریس می‌کند.

## زندگی شخصی
«تیملی» دو دختر جوان دارد و ۳۵ سال است که با همسر خود ترودی (trudy)، در سینسیناتی، اوهایو زندگی می‌کند.